# Schnittberichte.com
Schnittberichte.com ist eine deutschsprachige Website, die sich hauptsächlich mit den Unterschieden zwischen verschiedenen Schnitt-Fassungen von Filmen, Serien, Musikvideos, Comics und Computerspielen beschäftigt. Darüber hinaus veröffentlichen die Autoren News und Reviews zu den verschiedensten Medien. Anfang Januar 2014 waren 8970 Schnittberichte, Anfang 2020 bereits 13329 Schnittberichte online.

## Hintergrund
Von vielen Filmen und anderen Medien gibt es mehrere Schnitt-Fassungen. Beispielsweise wird ein bereits veröffentlichter Spielfilm für die Ausstrahlung im Fernsehen oder für die Veröffentlichung im Heimkino (früher VHS, heute auf DVD, (U)HD und Streaming) noch einmal nachgeschnitten oder muss aufgrund von Indizierungen durch die Bundeszentrale für Kinder- und Jugendmedienschutz bzw. anderen rechtlichen Einschränkungen gekürzt werden. Dabei handelt es sich meistens um Kürzungen, bei denen beispielsweise Sex- oder Gewaltdarstellungen „entschärft“ werden, eine Form der Selbstzensur. In diesen Fällen wird die originale Filmfassung (Final Cut) oft als „ungeschnitten“ bezeichnet, in Abgrenzung zur zensierten „geschnittenen“ Fassung.
Daneben gibt es auch Schnitt-Fassungen, die aus dem originalen Footage (dem ungeschnittenen Filmmaterial) neu erstellt wurden, wobei das Ergebnis länger werden und bisher ungezeigte Szenen enthalten kann, wie bei einem Director’s Cut oder einem Workprint.

## Inhalt der Seite
Die Website Schnittberichte.com beruht auf einem System von freiwilligen Autoren, die ihre Berichte selbst gestalten. An manchen Berichten arbeiten die Freiwilligen mehrere Tage. Im Kernpunkt der Veröffentlichungen standen in den letzten Jahren Vergleiche zwischen den von Filmlabeln aus ökonomischen Gründen immer öfter vorgenommenen Zweitveröffentlichungen diverser Langfassungen, Informationen zu Indizierungen und Listenstreichungen sowie FSK-Neuprüfungen und Informationen zu Veröffentlichungen von Filmen – gekürzt und ungeschnitten – im (Heim-)Kino und im Pay- & Free-TV.
Fehlende Szenen werden in den meisten Fällen durch Bilder des weggeschnittenen Materials angeführt und kurz erläutert. Außerdem werden auch zensierte Spiele (oft deutsche Versionen) mit den unzensierten Versionen verglichen. Weiterhin werden auch die verschiedenen Versionen von TV-Serien, Musikvideos und von Comics verglichen.
Täglich veröffentlicht die Seite eine Liste der TV-Zensuren in Free- und Pay-TV von 6 Uhr dieses bis 6 Uhr des Folgetages. Hier wird auf sendezeitbedingte Kürzungen hingewiesen und bei in mehreren Fassungen erhältlichen Filmen die Fassung angegeben (insbesondere andere als Director’s oder Extended Cut). Diese Berichte basieren auf Erfahrungen bzw. vorherigen Ausstrahlungen des Films auf einer Sendergruppe. Neben der täglichen News gibt es auch eine für Free- und Pay-TV getrennte Vorschau für eine schwankende Anzahl an Tagen.

## Geschichte
Im März 2000 ging die Site unter dem Namen Schnittberichte.de erstmals ans Netz. Weil die Bilder fehlender Szenen oft extreme Gewaltdarstellungen beinhalten, wurde Schnittberichte.de im Mai 2002 aufgrund des deutschen Jugendschutzgesetzes geschlossen. Am 6. Januar 2003 nahm der österreichische Betreiber Gerald Wurm den Betrieb der Seite, die nunmehr dem österreichischen Recht unterliegt, unter dem Namen Schnittberichte.com wieder auf. Seit Anfang 2008 gibt es mit Movie-Censorship.com auch eine englischsprachige Version der Website.

## Erweiterungen für registrierte Nutzer
Schnittberichte.com kann ohne Registrierung durchforstet und die Inhalte gesichtet werden. U. a. aus Jugendschutzgründen werden einige Inhalte allerdings nur angemeldeten Nutzern angezeigt. Dazu zählen (Vergleichs-)Bilder (etwa in Schnittberichten) mit pornographischen Inhalten, aber auch einige Einträge im Forum.

## Rezeption
Die Stuttgarter Zeitung wies darauf hin, dass den Sitemachern jede zensorische Gängelung zuwider sei, und fasst zusammen: „Hier kann man nachprüfen, was weggeschnippelt wurde, und man kann im Forum die Diskussionen um den Wert der Schauerbilder verfolgen. Man muss nicht einer Meinung mit den Schreibern sein, man weiß dann aber besser Bescheid, wovon die Filmzensurdebatte handelt.“
Für die öffentliche Diskussion zum Thema Horrorfilme haben in den letzten Jahren, neben klassischen Medien, vielfältige Kommunikationsformen im Internet an Bedeutung gewonnen. Sogenannte knowledge communities haben Formen kollektiver Intelligenz herausgebildet.
„Die Diskussion vollzieht sich multinational, so dass die gesetzlichen Beschränkungen und Distributionspraktiken des Heimatlandes leicht mit denen anderer Staaten verglichen und entsprechend bewertet werden können. Dass auch Filmkürzungen inzwischen präzise dokumentiert und durch den Vergleich unterschiedlicher Schnittfassungen veranschaulicht werden“ sei vor allem auf Schnittberichte.com zurückzuführen.